# Perfect Celebrity
"Perfect Celebrity" é uma canção da cantora e compositora norte-americana Lady Gaga, lançada como a quarta faixa de seu álbum de estúdio Mayhem (2025). Uma canção de electropop e trip hop que foi estilisticamente comparada a músicas do Nine Inch Nails, a faixa foi produzida por Gaga, Cirkut e Andrew Watt, e composta pelos dois últimos juntamente com Gesaffelstein. "Perfect Celebrity" foi prévia pela primeira vez em 24 de fevereiro de 2025, e lançada no álbum em 7 de março. A faixa recebeu críticas geralmente positivas da crítica musical, que elogiaram seu som e a consideraram um destaque do álbum, apesar de sua temática "batida".

## Antecedentes e lançamento
Lady Gaga começou a escrever o álbum de estúdio Mayhem após seu noivo Michael Polansky convencê-la a fazer um novo álbum pop. Gaga comentou que a canção foi inspirada pela banda The Cure e sua música "Never Enough", e que sentia que a música "estava dentro de mim há 15 anos". Após finalizar a canção, ela chegou a considerar brevemente transformar todo o Mayhem em um álbum grunge, antes de ser dissuadida da ideia por Polansky. A música foi originalmente anunciada como a quarta faixa do álbum em 18 de fevereiro de 2025. Posteriormente, ela foi prévia em 24 de fevereiro de 2025, durante uma entrevista para a InStyle.

## Composição e letras
"Perfect Celebrity" é uma canção de electropop, trip hop, e arena rock, descrita como "electro-grunge" por Stephen Daw da Billboard e como "alt-goth" por Robert Moran do The Sydney Morning Herald. Instrumentalmente, a canção consiste em pesados sintetizadores, teclados, e um "ataque de guitarras cortantes". Diversos críticos compararam o estilo da canção a músicas do Nine Inch Nails, enquanto Alim Kheraj do Dazed também comparou a canção com músicas do Van Halen e Ed Potton do The Times comparou a performance vocal de Gaga à de Madonna. Gaga descreveu "Perfect Celebrity" como sendo "provavelmente a música mais raivosa" do álbum.
Liricamente, a música foca na relação de Gaga com a fama, com Richard Burn da Rolling Stone UK escrevendo que ela "fala de uma estrela que sentiu muita tortura e pressão por causa da referida fama". Gaga também afirmou que a música aborda a dualidade entre os lados pessoal e público de uma celebridade. Dylan Kickham da Nylon observou muitas referências a outras músicas de Gaga nas letras de "Perfect Celebrity", incluindo menções à música Chromatica "Plastic Doll" e à faixa inédita "Princess Die". Steven Horowitz da Variety também notou semelhanças entre as letras de "Perfect Celebrity" e "Paparazzi", enquanto CJ Thorpe-Tracey da The Quietus comentou que Gaga já havia "explorado o tema [da fama] até a exaustão" em Born This Way. De acordo com o Vulture, "Perfect Celebrity" é "um passo em direção à desconstrução da idolatria que surge do desejo de ser artista, mas acabar se tornando uma figura pública."

## Recepção crítica
Daw e Chris Hedden, da Screen Rant, declararam que essa é a melhor música de Mayhem em seus rankings das faixas do álbum, com o primeiro citando seu som rock e concluindo que "realmente não há muito o que odiar nessa música gloriosa". Mary Siroky, da Consequence, também considerou a música um destaque no álbum, enquanto Marcus Wratten, da PinkNews, chamou a canção de "núcleo" de Mayhem, elogiando sua vividez lírica. Stephen Ackroyd, da Dork, elogiou a música por incorporar "o tipo de sátira pop irônica que só a Gaga consegue fazer", enquanto Joey Nolfi, da Entertainment Weekly, exaltou a canção como um "dedo do meio desafiador para aqueles que ainda acham, depois de duas décadas, que podem colocar [Gaga] em uma caixa". No entanto, Alexa Camp, da Slant, criticou a música por "faltar inovação", apesar de elogiar seu apelo cativante. Lindsay Zoladz, do The New York Times, da mesma forma elogiou a música como um "destaque sonoro" de Mayhem, mas considerou sua temática "cansada".

## Apresentações ao vivo
Em 11 de março de 2025, Gaga apresentou uma versão acústica de "Perfect Celebrity" ao vivo no The Howard Stern Show. Foi parte de seu show principal no Coahella 2025, apresentada como a primeira música do "Ato II". Uma cena de batalha de dança ao som de "Poker Face" terminou com a "Senhora do Caos" empurrando a "Gaga da Luz" para a morte. Esta última então ressurge de sua cova em um vestido branco com espartilho para a performance de "Perfect Celebrity", cercada por dançarinos usando máscaras de caveira.

## Créditos e equipe técnica
Os créditos são adaptados do Apple Music.
- Lady Gaga — vocal, teclados, compositora, produtora
- Andrew Watt — teclados, baixo, bateria, guitarra elétrica, percussão, guitarra acústica, compositor, produtor
- Henry Walter — programação, teclados, sintetizador, programação de bateria, compositor, produtor
- Mike Lévy — compositor
- Randy Merrill — engenheiro de masterização
- Serban Ghenea — engenheiro de mixagem
- Bryce Bordone — engenheiro assistente de mixagem
- Paul Lamalfa — engenheiro
- Marco Sonzini — engenheiro adicional
- Tyler Harris — engenheiro adicional

Parada ilegal entrou Brazil2|89

| Parada (2025)                              | Posição máxima |
| ------------------------------------------ | -------------- |
| Canadá (Canadian Hot 100)                  | 76             |
| França (SNEP)                              | 126            |
| Mundo (Billboard Global 200)               | 67             |
| Grécia (IFPI)                              | 45             |
| Nova Zelândia - Hot Singles (RMNZ)         | 7              |
| Portugal (AFP)                             | 93             |
| Reino Unido (Singles Downloads Chart)      | 89             |
| Reino Unido - UK Singles Sales Chart (OCC) | 94             |
| Reino Unido - UK Streaming Chart (OCC)     | 65             |
| Estados Unidos (Billboard Hot 100)         | 81             |